# عايشة الدور (مسلسل)
عايشة الدور هو مسلسل تلفزيوني مصري عُرض في شهر رمضان عام 1446 هـ (1 مارس 2025م)، بطولة دنيا سمير غانم، نور محمود، أميرة أديب، ماجد القلعي، ميشيل ميلاد بيشاي، فدوى عابد، من تأليف أحمد الجندي وكريم يوسف، ومن إخراج أحمد الجندي.

## قصة المسلسل
إمرأة مطلقة (عائشة) ام لطفل وابنة مراهقة حياتها بائسة تجد فرصة للحياة من جديد عندما تدخل الجامعة بدلًا من ابنة شقيقتها بعد تعرضها لحادث، لتعيش بعدها حياة مزدوجة بين كونها أمًا مثالية وشابة مرحة كما تود أن تكون.

## بطولة
| - دنيا سمير غانم:عايشة - نور محمود:حازم - فدوى عابد: داليا - ليلى عز العرب: تيسير رئيسة الجامعة - أميرة أديب: نسمة - أحمد عصام السيد:أيمن - فرح عزت: سالي - أحمد فاضل:مروان - ريتال عبد العزيز:كارما بنت عايشة | - سليم مصطفى:عمر إبن عايشة - عبد الرحمن حسن: وحيد - محمد عمرو الليثي: نديم - أمجد الحجار: جمال الميكانيكي - جويا أحمد:غادة - محمد مغاوري: بوجي - ماجد القلعي: حسن والد عايشة - آنا ماشينكوف: نادية زوجة جمال | - ريم رأفت: جوجو - إسراء حامد - نور نصر الدين:فاطيما - محمود فايز:تيمور - حازم نعمان - عمر الشناوي: راشد - رحاب الجمل: منال - زهرة رامي: ابداع حسن بسيوني |

بالإشتراك مع
| - داليا الخوالي: موظفة بالجامعة ح1 - صلاح الدالي:ضيف شرف ح2 - محمد أبو داوود:والد أيمن ضيف شرف ح3 - عبير فاروق: والدة أيمن ضيف شرف ح4 - باسم موريس عدلي: ضيف شرف ح3 - إيهاب توفيق:مطرب الحلقة ح 6 بشخصيته الحقيقية - ماهيتاب:مصممة الإستعراض ح6 - جيهان أنور:والدة مختار صديق مروان ح6 | - هالة سمير:مديرة مدرسة ابناء عائشة ح6 - عبد العزيز زيزو:حارس الجامعة ح8 - إسماعيل أحمد الجندي:صديق كارما ح9 - فاطمة كشري: أم سماح ح9 - نادر فؤاد: والد داليا ح9، 11 - محمود طاحون: مصمم المعارك ح9 - فادي أحمد: عماد صديق قديم لداليا ح10 - د. محمود صبري: ح15 |

تغريد الصبان - نادين هشام - أميرة صبري - أسر حمدي: وفاء حسن - دهبة أبو الدهب: الصعيدي - حلمي محروس - روفي الشناط - جرجس - عمر السعيد - يارا أشرف - مهاب ماجد - - ريماس:طفلة - ميران - سامح زغلول - مي حمدي - هايدي عبد الحكيم - وردشان - علي جمال الدين - ليان أحمد عمرو:طفلة - ليلي أحمد عمرو: طفلة - ديما وحيد - أبو بكر الصديق - أيناس قطب - يسرا المنسي - متولي السيد متولي - شيماء صادق - مصطفى كمال - إسلام السيد - عمر زيدان - منير مختار - فادي أحمد - يوسف طارق - أحمد عزت - محمد النابلسي - أسماعيل الجندي - مصطفى الرومي: المخرج - إيمان الرفاعي